# Leges regiae
Les leges regiae (del llatí: «lleis reials») van ser les primeres lleis romanes que els historiadors clàssics, com Plutarc, van esmentar que van ser introduïdes pels reis de Roma.
Encara que de vegades han sigut qüestionades, generalment els erudits accepten que les lleis (o les seves fonts últimes) es van originar molt al principi del període de la història romana, fins i tot ja en el període del Regne romà. Per exemple, investigacions recents han descobert fragments anteriors desconeguts, citats pels autors antics, que es van atribuir als diferents reis.

## La visió històrica
| «                           | (llatí) «Postea aucta ad aliquem modum civitate ipsum Romulum traditur populum in triginta partes divisisse, quas partes curias appellavit, propterea quod tunc rei publicae curam per sententias partium earum expediebat. Et ita leges quasdam et ipse curiatas ad populum tulit: tulerunt et sequentes reges.» | (català) «Es diu que llavors, va augmentar tant els ciutadans, que el mateix Ròmul va dividir el poble en trenta parts, que va anomenar curiae, perquè participessin en els assumptes d'Estat sobre la base de l'opinió de les totes les parts. Així que es va proposar a la gent algunes lleis de la cúria: unes altres proposades pels reis posteriors.» | » |
| — Sext Pomponi, en Digesta. | | |   |

En el territori laci, on va néixer Roma, havien diverses tribus distribuïdes en pagi. Segons Sext Pomponi, quan Ròmul (per elecció popular com era costum en l'època) es va convertir en cap del govern (rex), va organitzar les tribus de Roma en trenta unitats anomenades «Curiae», i que després va administrar els assumptes d'Estat sobre la base de l'opinió de la Comitia curiata, un esdeveniment a partir del qual es va derivar l'acte normatiu de la Lex Regia basat en algun tipus d'intervenció de les curiae en la promulgació de les leges regiae, com s'evidencia per les fonts existents. Però a més de les curiae, una de les innovacions més importants introduïdes per Ròmul amb les leges regiae es refereix a la institucionalització del Consell dels Ancians, que va prendre el nom de Senat, que també es va utilitzar en el sistema d'emanació de leges regiae. És important destacar que la funció del rex (rei) durant tot el període reial era la d'un militar, i cap polític, religiós i judicial de la comunitat, fins i tot si les funcions reials eren delegades i encomanades als seus abundants auxiliars.
Després d'un interregne, Numa Pompili va succeir a Ròmul; com ja que passarà amb cadascun dels seus successors, un interrex governava fins a l'elecció del nou rei. Numa va emanar una sèrie de leges regiae importants. A ell se li atribueix la compilació del llibre Commentari regi. Una gran innovació del seu dret penal va ser que va tractar els delictes voluntaris i involuntaris per separat. Alguns estudiosos sostenen, per raons lèxiques, que algunes leges regiae d'aquest període mostren una influència Sabina.
El seu successor, Tul·li Hostili, conegut tradicionalment com «el rei guerrer», va celebrar els sacrificis solemnes utilitzant el treball de Numa, el Commentari Numae. Va crear els funcionaris nomenats fecials, que eren un collegium sacerdotal.
Després d'ell, Anc Marci va transcriure i fer públiques les normes sagrades de l'obra de Numa. Va establir el dret fecial i l'empresonament.
Els últims tres reis etruscs estaven d'acord amb la tradició. El seu patrimoni cultural va influir en les regiae leges d'aquest període.
Tarquini Prisc va emanar moltes lleis que cobrien diferents àrees; va duplicar el nombre dels senadors i de les Vestals.
Servi Tul·li va utilitzar l'obra de Numa per a l'elecció dels cònsols. D'altra banda, es va establir el cens i la constitució timocràtica que serà la base per al futur desenvolupament de les institucions republicanes.
Durant el regnat de Tarquini el Superb, cal esmentar les lleis repressives, els tractats internacionals i l'adopció del Llibre sibil·lí.
La fi del regne és considerada per alguns estudiosos com un procés lent i gradual, mentre que tradicionalment va ser una expulsió brusca del rei. Aquest esdeveniment va provocar l'abrogació de les leges regiae. No obstant això, sens dubte no de totes elles; per exemple, van sobreviure l'auspici i la reforma dels divuit equites de Servi Tul·li.
Amb l'adveniment de la República romana, es va sentir la necessitat d'una figura oficial que podia realitzar els ritus sagrats o prendre decisions a través auspici, una institució regida per la Lex Regia. Una petita figura podia fer-se càrrec de les funcions anteriorment exercides pel rex. D'aquesta manera es va crear el càrrec de rex sacrorum. Aquesta figura va durar fins al 390, quan l'emperador Teodosi I la va abolir. El seu poder es va limitar estrictament a l'esfera del sagrat. Segons els estudiosos, Pomponi, en el seu Enchiridion, es refereix a aquest període quan afirma que es va fer l'aprovació del rex d'acord amb la deliberació de les cúries (ja que el rex ja havia perdut poder).
L'incendi provocat pels gals sènnons del rei Brennus durant el saqueig de Roma, va provocar la pèrdua dels registres escrits de les leges regiae. El treball de reescriptura duta a terme pels sacerdots va ser essencial. A més es creu que la recol·lecció de Gai Papiri va sobreviure i estava disponible per a la consulta en els temps de Pomponi. Pomponi manté que totes les regiae leges van ser abolides i, que de fet, van desaparèixer. No obstant això la investigació dels estudiosos demostra que algunes lleis encara estaven en ús; per exemple, la norma de Servi Tul·li dels divuit equites. El mateix Livi va escriure que després de l'incendi, no només van sobreviure les lleis de les dotze taules recollides pels sacerdots i el Senat, sinó també les leges regiae, algunes dels quals van ser publicades, mentre que algunes altres van ser mantingudes en secret pels sacerdots.
Finalment la compilació de Justinià esmenta les leges regiae.

## La funció de laLex Regiaen la societat romana
Les lleis no van ser només un instrument de poder de rei, sinó que també van correspondre a la resposta a la necessitat d'una societat que va ser constituïda per diferents tribus que tenien certes lleis, un ius certum  com va indicar Pomponi. D'altra banda, en aquell moment el rex exercia el paper de jutge suprem i garant de la pax deorum, la pau entre la comunitat i els déus. Aquests objectius s'aconseguirien mitjançant l'instrument jurídic de la Lex Regia, el sagrat paper del rex que feia de jutge suprem.
La Lex Regia tenia la funció de resoldre les controvèrsies quan els costums no les podien resoldre. D'altra banda, es va concedir al rei una forma de resoldre les qüestions religioses i militars, ja sigui directament o per mitjà d'algun auxiliar com el magister populi dels temps de Tarquini. Mentre que d'una banda les leges regiae van crear una nova llei diferent dels costums, d'altra banda van transformar alguns dels costums en lleis. Es creu que en els primers temps de la república van ser utilitzades com una eina mnemotècnica i un marc pel decemvir en la redacció de les Dotze Taules. A més, van actuar com una etapa intermèdia entre els costums i les Dotze Taules, responent a les exigències d'una societat que ja no estava satisfeta amb les revelacions del Pontifex Maximus.

## Corrents que han influenciat laLex Regia
Les seves influències varien d'acord amb els temps i són majoritàriament evidents en l'edició de text.
Al principi, es pot detectar una clara influència grega, i la tradició diu que Ròmul va estudiar a Gabii. Però deixant de banda la tradició, és inqüestionable la presència de la cultura grega en la romana; el comerç i les posteriors relacions polítiques són testimoniades durant el segle viii aC.
Una altra influència és la sabina, que es reflecteix en l'ús de pell de bou com un suport per a l'escriptura. A més, és detectable en el caràcter de les mateixes lleis, com les emanades per Servi Tul·li i fins i tot Numa Pompili (d'origen sabí) i el mateix Ròmul.
A més d'aquests corrents, la principal influència és l'etrusca, tant econòmica, política i de tipus legal, sobretot en el període dels reis etruscs; un exemple és l'actitud del rex cap als gens en aquest període en què el poder reial estava molt debilitat.

## Els aspectes legislatius i executius de laLex Regia
Els fragments que es troben en Pomponi i en altres autors sobre el tema mostren que la Lex Regia eren resolucions de la cúria, així com del Senat, que eren aprovades pel rex amb el suport del Pontifex Maximus.
Molts estudiosos opinen que Pomponi es referia al període republicà i la rex sacrorum, ja que tenia poques fonts del període arcaic. Aquests estudiosos no confien en l'exactitud d'aquestes fonts. D'una banda creuen que Pomponi es va inspirar en model del mètode de votació de les assemblees populars de la República (Comitia tributa, Comitia centuriata), en què la votació d'una llei proposada per un tribú es feia per agrupacions anomenades «unitats» (els vots no eren comptats per cap sinó per grup, que votava el que la majoria de membres del grup havia decidit). El sistema de vot per cap es va establir durant el regnat de Servi Tul·li. Una unitat podia ser ciutadans no propietaris presents a la reunió, o de la primera classe de la cavalleria. D'altra banda, la base dels poders del rex es va dur a terme en el moment del període reial, on es creu que era més probable que ell decidia sense el vet de la cúria, però només amb el suport del Collegium Ponfificum i la deliberació del Senat. Alguns especulen que les cúries tenien només una funció de la participació del públic.
Les leges regiae es van promulgar públicament en presència de les cúries (comitia curiata). Altres fonts indiquen que en alguns dies el rex celebrava una assemblea comicial similar al de l'època republicana. Això és testificat per les paraules QRCF (Quando Rex Comitiavit Fas, «quan el rei assisteix a l'assemblea»), presents en el primer calendari romà.
Pels motius esmentats, els estudiosos pensen que les cúries no tenien dret de vot però podien estar presents en l'acte de la promulgació en qualitat de testimonis i de mostrar la seva actitud sobre la qüestió per mitjà de l'aclamació o amb la dissidència en veu alta. En algunes ocasions, el rei va permetre la intervenció de les cúries en el procés de les decisions. Només ha quedat registrat un cas, el de Publi Horaci. Això va ser així fins que l'acció repressiva en matèria penal va quedar subjecta a la decisió exclusiva de l'assemblea del poble.
Algunes fonts suggereixen que Servi Tul·li va deixar de banda les cúries i les seves decisions eren votades per centuriae militars. Primer votava la primera classe, composta per 80 centúries i 18 equites. Si tots estaven d'acord s'aprovava la llei, però si no ho feien llavors votaven les cinc classes següents, fins a la més baixa, que es componia dels ciutadans sense recursos i exempts del servei militar. Aquest procés acabava quan s'assolia 97 vots a favor.
Atès que la Lex Regia estava destinada a crear un ius certum per una banda i per l'altra derivada dels mos maiorum (costums), els mitjans per fer-la complir era en la majoria de casos amb sancions de naturalesa religiosa o sagrada, com un piaculum (sacrifici expiatori) o un sacrificium (sacrifici). No obstant això, aquestes no eren les úniques sancions, ja que hi ha leges regiae que inclouen la confiscació dels bens i en alguns casos penes que comporten la pena de mort, però no de tipus sacre, sinó simplement per respondre a la política de respondre l'ofensa amb una altra ofensa.

## L'ús en les diverses branques del dret romà
No se sap amb certesa quines van ser exactament les leges regiae perquè només tenim fragments que encara existeixen que es van utilitzar en l'esfera pública, sagrada, successòria, processal, agrícola, familiar, penal, i finalment en els deures i contractes (molt rarament per a ús privat, ja que la major part dels assumptes privats es deixaven a la decisió del pater familias i de la gens).
No obstant això, veiem amb detall el que ha sobreviscut:

### Ròmul (753- 716 aC)

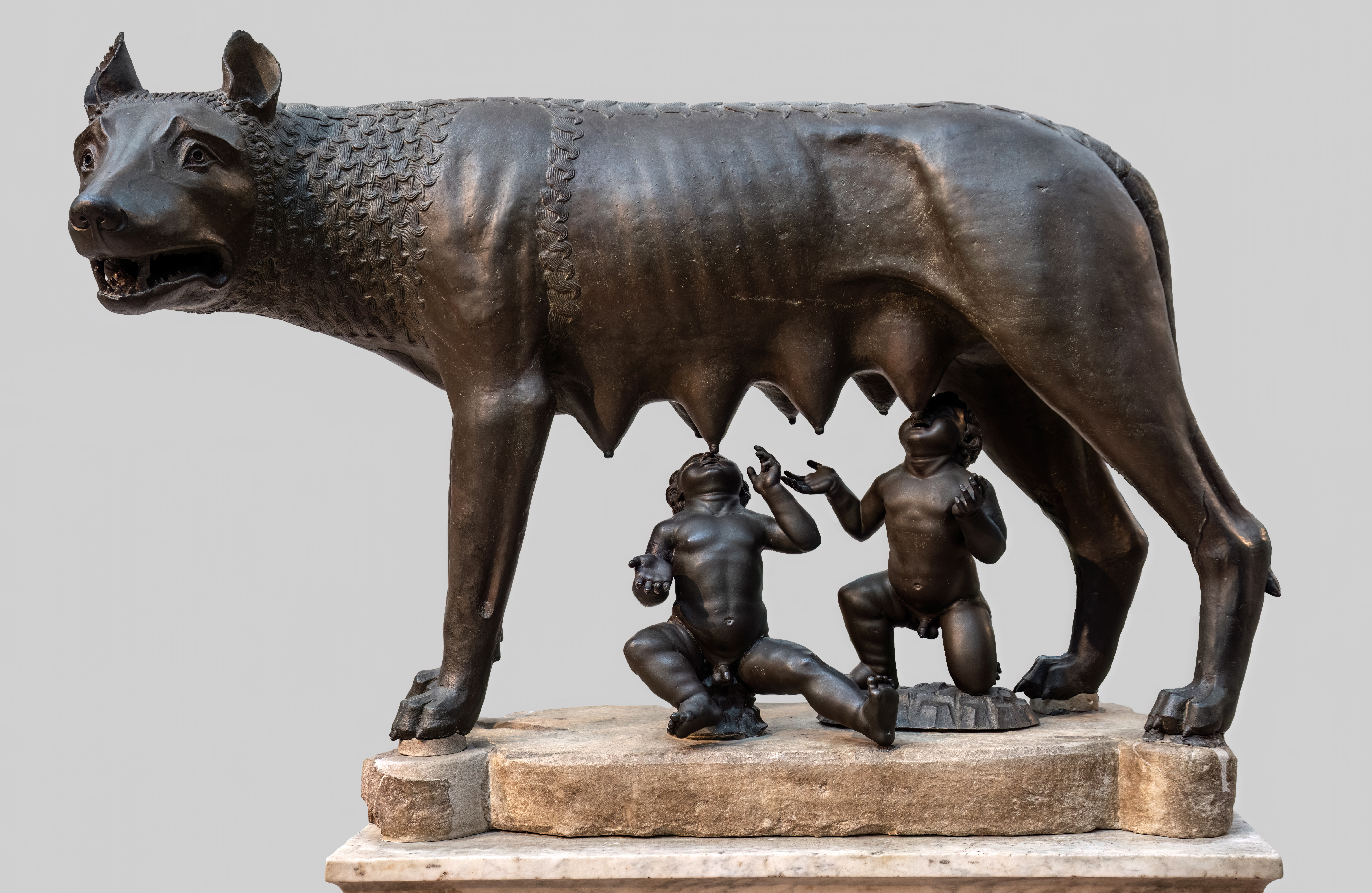
Escultura que representa la Lupa Capitolina alletant els bessons Ròmul i Rem. Segons la tradició, Ròmul va ser el fundador i primer rex de Roma

Les leges regiae de Ròmul van ser en part realitzades junt amb Titus Taci. Moltes van ser sobre el dret públic. Aquestes inclouen la unió de les diferents tribus que van participar en la fundació de Roma i la institució de les tres tribus legals anomenades amb el nom dels seus tres caps Ròmul, Titus Taci i Lúcum: els Ramnes, Tities i Luceres respectivament. Aquestes es dividien en deu cúries cadascuna. D'acord amb les nostres fonts, tenien la funció d'elegir els magistrats, l'aprovació de lleis i examinar les qüestions sobre la guerra si el rex així ho sol·licitava.
Un altre acte important va ser la institució del Senat romà. Va ser format per cent patricis. Ròmul li va atorgar el poder de decisió sobre les lleis que va proposar de forma majoritària.
Ròmul va dir que els ciutadans romans també havien de ser guerrers, capaços de llaurar la terra i fer la guerra. Va crear la unitat militar coneguda com a legió i la seva guàrdia personal, anomenada celeres.
Es va reservar per a si mateix les decisions relatives als ritus sagrats i sacrificis als déus, per la institució de seixanta sacerdots dedicats a oficiar-los. En relació amb aquest propòsit va crear els auspices i els augures. Aquestes persones van ser elegides de cada cúria. Va crear els Fratres Arvales, una germandat sagrada dedicada als ritus agrícoles propiciatoris, els tres flamines, és a dir, els tres flamines maiores (el flamen Dialis, el flamen Martialis i el flamen Quirinalis), cada un dedicat al culte d'una deïtat important.
Va crear el primer calendari romà anual de 304 dies, dividit en deu mesos; sis de trenta dies i quatre de trenta-un.
Va establir el ritual per a la dedicació dels temples.
Les seves disposicions relatives al dret privat van ser la successió de la dona a la manus del marit. Si el marit moria primer, l'esposa heretava totes les seves propietats, i en cas que hagués fills només heretava la meitat.
Es va decidir la jurisdicció del rex com a garant de la lex regia. També es va reservar el dret de jutjar els crims més greus, deixant els altres delictes al Senat.
Es va decidir dividir la terra entre les cúries, atorgant-les una part per a l'agricultura i l'altra part per a construir temples o per altres fins sagrats.
Es va establir que els pares estarien obligats a criar els seus fills, almenys el primer (primogenitus) i no se'ls va permetre que els matessin si eren menors de tres anys. Una excepció era el cas que el nen fos un monstrum (que tingués una greu discapacitat); en aquest cas, el procediment requeria que el nen fos mostrat a cinc veïns perquè declaressin la seva condició. Si no s'observava aquest procediment, el càstig era la confiscació de la meitat de la propietat o altres sancions.
Es va establir el poder i l'autoritat del pater familias (pare de família), i la patria potestas (pàtria potestat) sobre els fills il·legítims (filius alieni iuris) que incloïa el dret a matar-los.
En el dret matrimonial, va establir la pràctica del matrimoni manus, en què la dona està subjecta al control del seu marit de la mateixa manera que els seus fills. Per aquesta disposició, la dona estava subjecta al seu marit i es va veure obligada a seguir-lo i donar-li suport en tots els negocis i en cultes.
En l'àmbit social que se suposa que Ròmul va crear el sistema de patrocini (patronus i cliens).
Els crims de dones, com l'adulteri i el consum de vi, havien de ser castigats d'acord amb la llei, però la decisió era assignada a la família de la dona.

### Numa Pompili (716-673 aC)

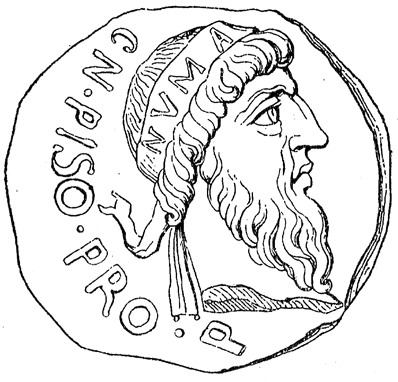
Còpia de la imatge del rei Numa, que apareixia en una moneda encunyada per Gneu Calpurni Pisó

Numa va accedir al tron a través de la famosa lex curiata de imperio. Amb aquest acte va subordinar seu futur poder a la decisió de la comitia curiata. Aquesta llei serà presentada en el futur per cada rei fins que l'emperador August.
Va abolir el celeres.
Va dividir Roma en pagi; cada pagi tenia el seu propi magistrat i guàrdia per vigilar el territori.
Va ser el primer a introduir la divisió de les persones d'acord amb la seva professió, creant així les corporacions.
En l'àmbit religiós va instituir els menses (mes sinòdic o lunar) i va reformar el calendari mitjançant la creació de dotze mesos lunars més un mes intercalat (mercedonium). Va crear diversos flamines (incloent-hi els que altres fonts van atribuir a Ròmul) i sacerdotia, entre els quals les fetiales i les Salii van augmentar el nombre de la Vestals de quatre a sis. Va instituir el Pontifex maximus i va augmentar el nombre dels sacerdots del Collegium Pontificum. També va establir diverses formes de dedicació relativa a diversos cultes.
En dret privat que va fer una disposició relativa a la paelex (concubina).
Va fer noves distribucions de terra, concedint als plebeus terres demanials (de domini públic).
En el camp del dret penal, seves innovacions van ser notables: va establir la distinció entre homicidi voluntari (anomenat parricida) i no voluntari. En els casos de primera instància van ser nomenats 2 quaestores paricidi per investigar el cas, i l'acusat era condemnat per parricida si havia assassinat amb la intenció a un home lliure, o fins i tot un pare o parent. Si el parricida assassinava a un home lliure, es considerava un homicida, i es desconeix el càstig i les sancions per aquest cas. Si el parricida assassinava a un pare o a un parent era condemnat a la poena cullei (la pena de sac), que consistia en ficar a l'assassí culpable en un sac de pell de bou i llançar-ho al mar. En cas d'homicidi involuntari, només es requeria el sacrifici d'una cabra per expiar el crim i purificar el culpable.

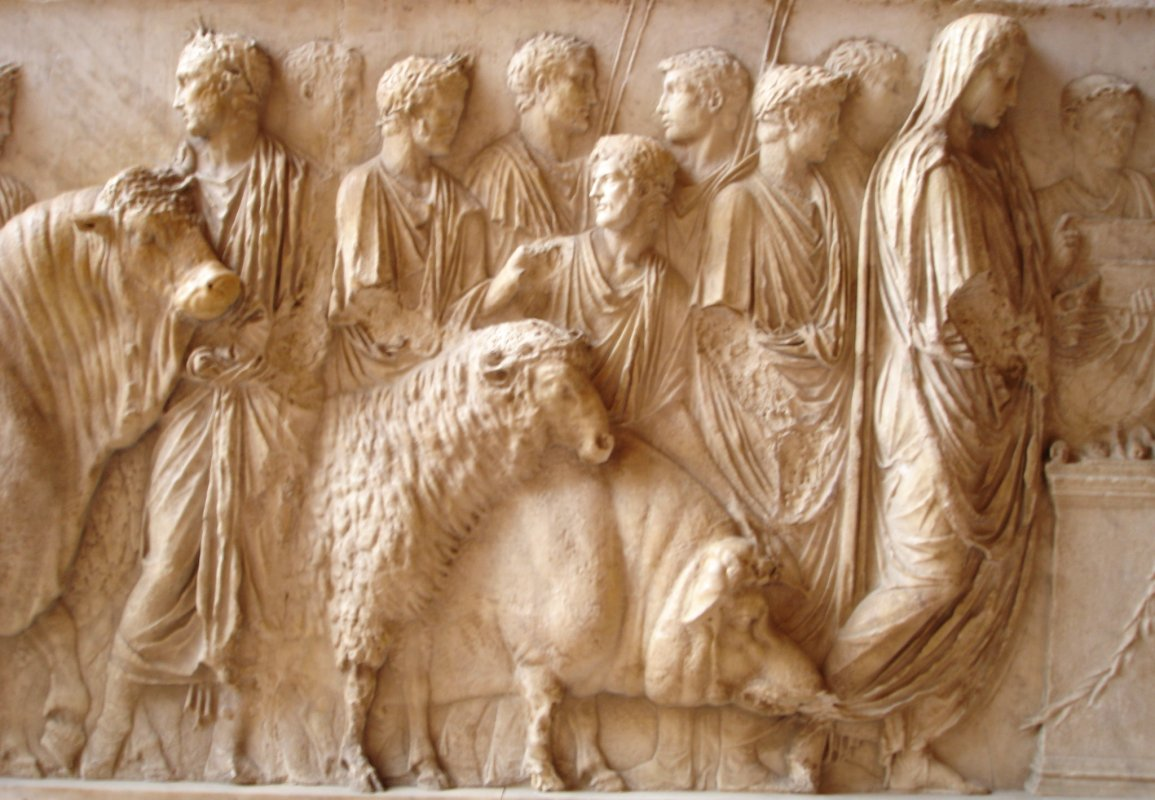
Suovetaurília, (Museu del Louvre). En aquest relleu, es poden veure els animals que anaven a ser sacrificats, el sacerdot (flamen) i els col·laboradors que porten una corona de llorers, planta sagrada relacionada amb el déu Júpiter

Algunes fonts atribueixen a Numa la creació de les vestals. No obstant això, segons la tradició, ja existien en les ciutats llatines des d'abans de la fundació de Roma (Alba Longa tenia vestals, entre ells la mare de Ròmul, Rea Sílvia) i cal no oblidar que Titus Taci ja havia dedicat els aedes Vestae. El robatori d'objectes sagrats o en llocs sagrats era tractat com parricidi, i el perjuri es castigava amb la mort. Un pare podia vendre legalment al seu fill llevat que ja se li hagués permès casar-se (el aquest cas, el pare perdia el dret sobre el seu fill).
Es va prohibir a les dones casades beure vi, així com tenir cap mena de relacions llevat que el marit decidís entregar-la a un home sense fills per a procrear (després el marit podia decidir de recuperar-la). Es va permetre el matrimoni fins i tot amb nenes menors de dotze anys. No obstant això, es va permetre a les dones per fer testament mentre que el seu pare encara fos viu.
Tradicionalment s'atribueix a Numa la lex regia relativa a la spolia opima, o més precisament, a una de les dues definicions d'aquesta institució: la de les ocasions que un romà derrotava a un dux hostium (cap dels enemics), encara que el guanyador no fos necessàriament el dux romà. S'esmenten tres tipus d'ofrenes: la primera consisteix en oferir les armes dels vençuts a Júpiter Feretrius i el sacrifici d'un bou, la segona era oferir-les a Mart i una suovetaurília, i la tercera era oferir-les a Janus Quirinus i el sacrifici d'un xai. S'aplicava en el cas que el romà fos el cap, un oficial de l'exèrcit o una soldat comú, respectivament.

### Tul·li Hostili (673-640 aC)

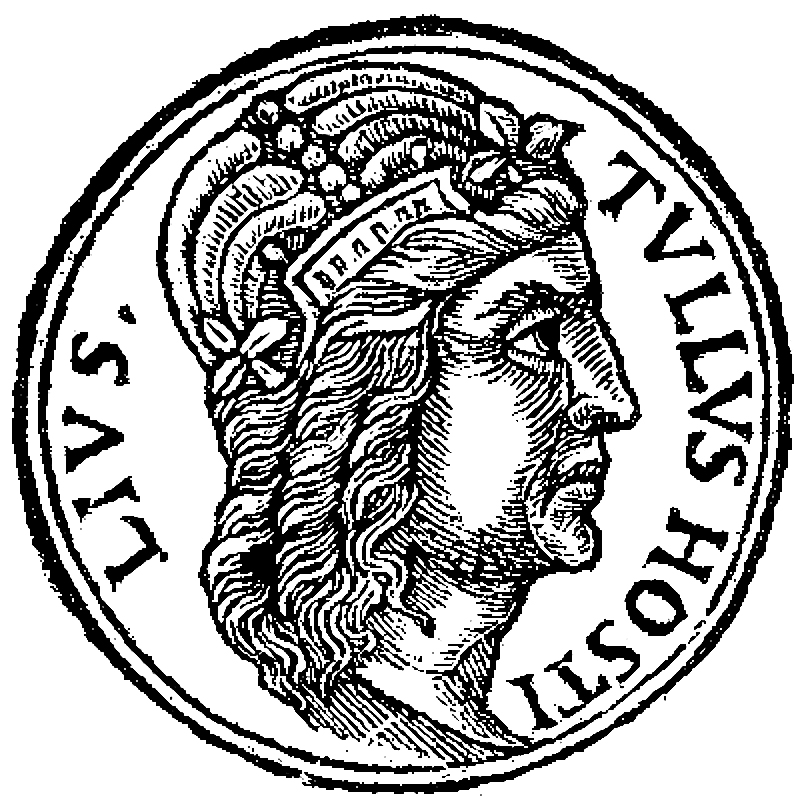
Retrat de Tul·li Hostili fet per Guillaume Rouillé en la seva obra Promptuarii Iconum Insigniorum

D'acord amb les fonts, el rei Tul·li va establir l'ofici de lictor, va introduir l'ús de la toga praetexta, i va crear el càrrec dels fetiales i la seva funció ritual en la declaració de guerra. Només a través d'aquest ritu una guerra podia ser una guerra justa (bellum iustum), és a dir, una guerra d'acord amb les exigències de la religió.
També va establir les festes Agonales i Saturnalia dedicades a déu Saturn. Alhora va afegir un altre grup (collini) relacionat amb el déu Quirí del sacerdotium dels salii.
Va permetre que alguns romans sense terra colonitzessin el mont Celi.
El rei Hostili també va fer les lleis que castigaven l'alta traïció al rei i la deserció amb la mort. A ell se li atribueix la creació de la pena coneguda amb el nom d'arbor infelix. Durant el seu regnat, el cas de Marcus Horatius va ser notable en el camp del dret penal. Quan Marcus Horatius va ser acusat de perduellio, els duumviri perduellionis van emetre un veredicte de culpabilitat sobre la qüestió de la provocatio ad populum, una condició processal ideada peculiarment. El pare de Marcus es va oposar al veredicte. El rei Hostili va ser incapaç d'arribar a una decisió, de manera que va remetre el judici al poble, és a dir, a la cúria. Marcus va ser absolt.
En el camp de la moral i la família va fer una llei que condemnava l'incest: el culpable era consagrat a Diana en un acte públic de burla i menyspreu. També va decidir que l'Estat donés un subsidi a les famílies que tinguessin un part múltiple.

### Anc Marci (640-616 aC)
| «                                                     | (grec antic) «Καὶ μετὰ τοῦτο συγχαλέσας τοὺς ἱεροφὰντας χαὶ τας περὶ τῶνἱερῶν συγγραφάς, ἂς Πομπίλιος συνεστὴσατο, παρ' αὐτῶν λαβνἀέγραψεν εἰς ὃέλτονς χαὶπροὒὓηχεν ἐν ἀγορ ᾷ πᾶσι τοῖς βουλομένοις σχοπεῖν.» | (català) «Havent també convocat als pontífexs i d'haver rebut d'ells les disposicions relatives a les coses sagrades que Pompili havia establert, ho va gravar en les tauletes i les va exposar al fòrum per a tots aquells que desitgessin veure-les.» | » |
| — Dionís d'Halicarnàs, Antiguitats romanes, 3, 36, 4. | | |   |

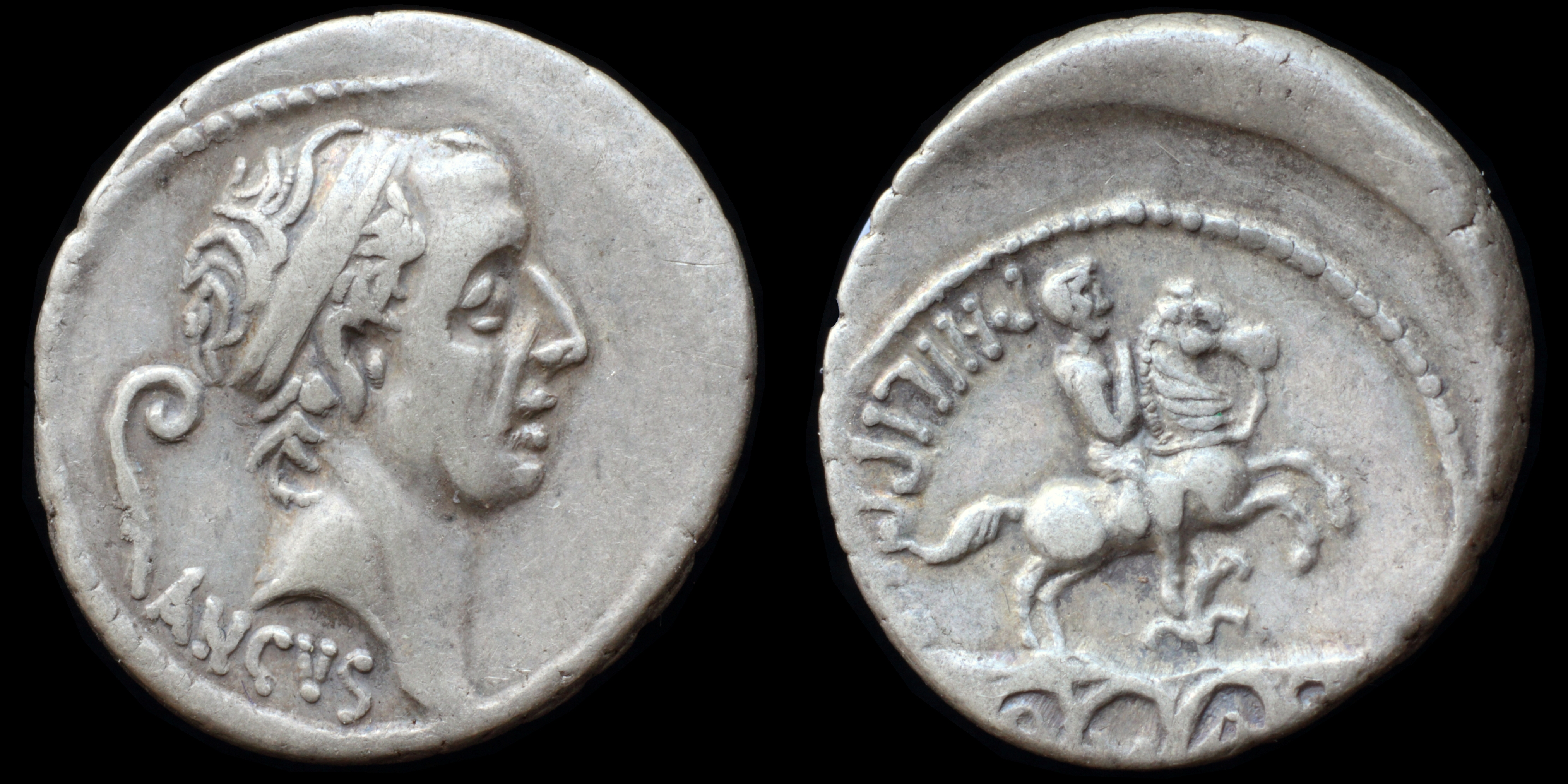
Denari de plata amb la imatge d'Ancus Marci, 57

Marci també va emanar la seva pròpia lex curiata de imperio.
En l'àmbit del dret públic va establir les bases per a la rerum repetitio, les lleis relatives als comerç marí i la tributació del rendiment de les salines (salinae).
Va decidir que les disposicions del rei Numa relatives al collegium pontificum es gravessin en petites taules.
Va crear la primera presó de Roma com a mesura destinada a la repressió de la delinqüència.
Després de derrotar els llatins els va permetre establir-se a Roma.

### Tarquini Prisc (616-578 aC)

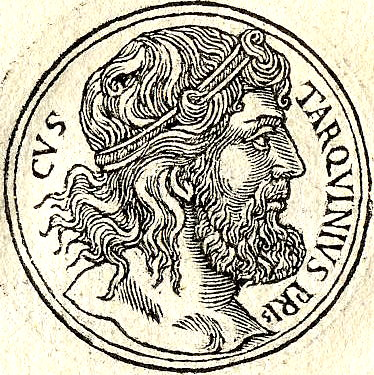
Retrat de Tarquini Prisc fet per Guillaume Rouillé en la seva obra Promptuarii Iconum Insigniorum

Tarquini va augmentar el nombre de senadors de 200 a 300 (segons algunes fonts a 400), i els va dividir en gentes maiores (els antics senadors) i gentes minores (els nous senadors).
Va establir els ludi romani (jocs romans), va duplicar el nombre de les cúries i va presentar diferent vestits per a les diferents classes.
Va afegir dues Vestals i algunes fonts li atribueixen les sancions contra les Vestals.
Va introduir el calendari de dotze mesos.

### Servi Tul·li (578-534 aC)

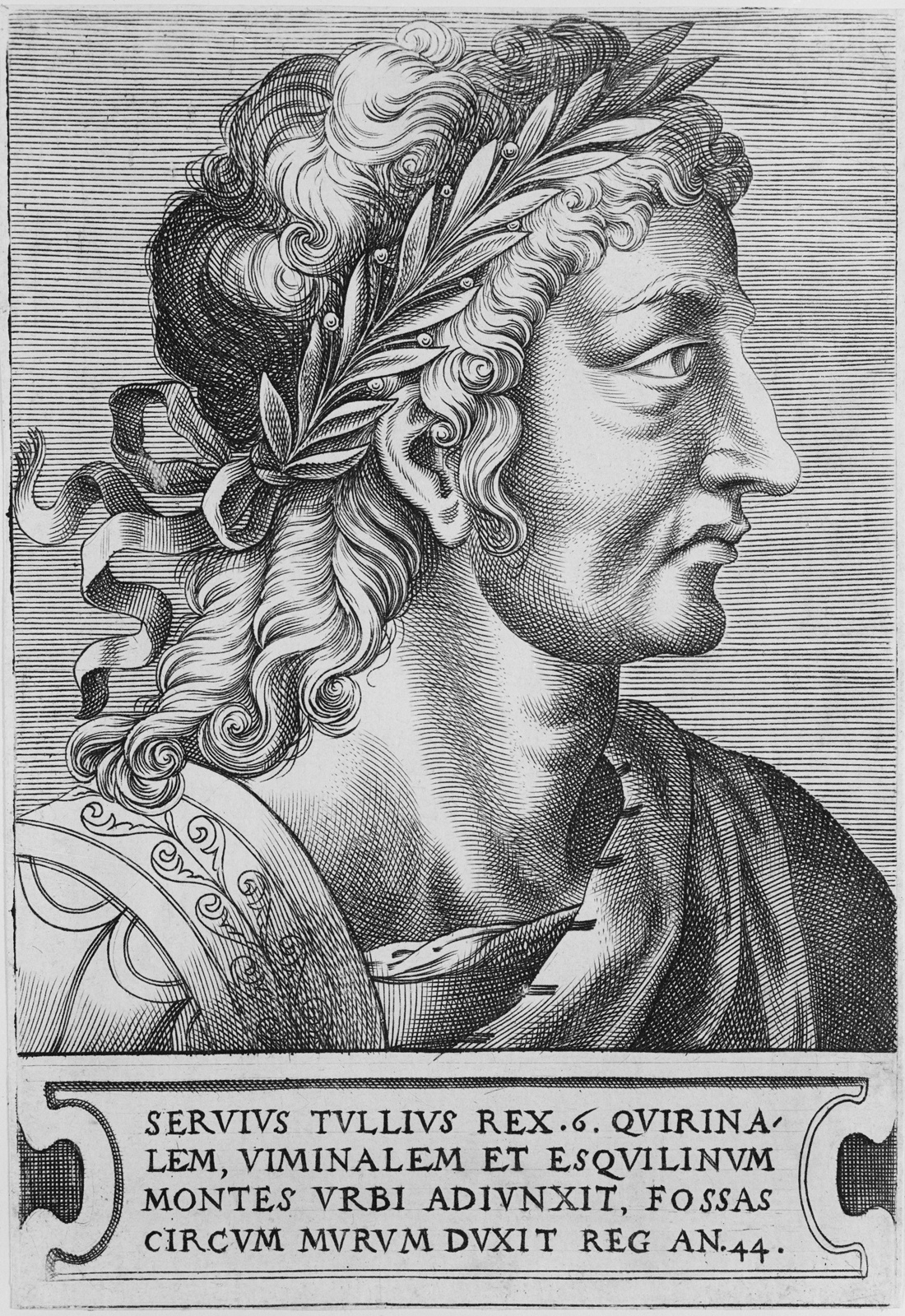
Imatge de Servi Tul·li, s. XVI

Servi va dividir una vegada més el territori de Roma en pagi: quatre d'ells eren urbans (Palatina, Suburana, Collina, i Esquilina) i vint-i-sis suburbans o rurals. Va obligar els habitants a viure en el seu pagus i no podien moure's a un lloc diferent. Aquesta disposició va ser destinada per a fins fiscals, ja que la gent tenia pagar imposts en el pagus al qual pertanyien.
Servi va establir per primera vegada el census (cens) en Roma. Per formar part del cens, els ciutadans estaven obligats a pagar una quota. El cens requeria que els ciutadans proporcionessin una estimació del valor de les seves propietats per permetre al govern reunir informació mitjançant la qual s'imposava imposts proporcionalment. Els ciutadans van ser dividits en cinc graons o classes.
Va crear els mercats, va establir el nou festival de la Paganalia, i temples dedicats, com ara els de la deessa Fors Fortuna.
En l'àmbit del poder judicial va decidir que només crearia lleis per als casos de dret públic, deixant al pare de família i als ciutadans crear lleis sobre els casos de dret privat.
Després de la conquesta i l'annexió dels territoris dels turons Viminal i Esquilí, els va repartir entre els romans sense terra.
Va fer que els esclaus alliberats no poguessin participar en la vida pública, però els va censar com si fossin homes lliures ordinàries. Els que no estaven disposats a tornar a la seva terra natal havien d'estar inscrits en una de les quatre tribus urbanes que va crear (Palatina, Suburana, Collina, i Esquilina).
Amb ell, les cúries va aprovar cinquanta disposicions relatives als delictes i contractes.
Finalment, s'atribueix a Servi la construcció del temple de Diana Nemorensis en l'Aventí.

### Tarquini el Superb (534-509 aC)

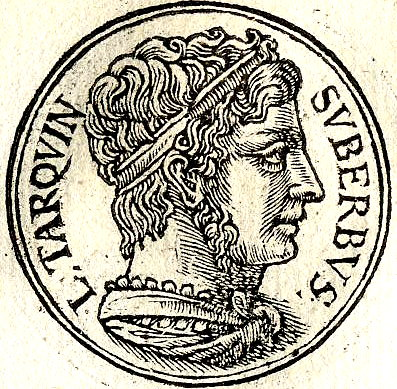
Retrat de Tarquini el Superb fet per Guillaume Rouillé en la seva obra Promptuarii Iconum Insigniorum

El rei Tarquini el Superb va abolir el sistema fiscal basat en el cens i va imposar una càrrega fiscal equivalent a tots els ciutadans.
Va fer diversos tractats de pau.
En el camp religiós, va adoptar el Libri Sibyllini, uns llibres mitjançant els quals es podria consultar la voluntat dels déus i profecies. També va dedicar nous temples i va establir nous cultes.
En el camp del dret penal va usar l'arbor infelix, una disposició de Tul·li Hostili. Va restaurar els càstigs per parricidi (és a dir, la poena cullei), per exemple, en els casos de Marcus Aquilius i Atilius.
Va abolir totes les lleis de Servi Tul·li sobre les obligacions i contractes.

### Leges regiaed'atribució incerta
Alguns fragments contenen lleis que la seva atribució és incerta.
Un exemple notable és el d'una lex regia que prohibeix la inhumació d'una dona embarassada abans del part, ja que es creia que en fer-ho significaria matar una vida.

## El material utilitzat per a l'escriptura de lesleges regiae
Al principi (és a dir, durant el regnat de Ròmul) les leges regiae no estaven escrites. Aquestes lleis es van transmetre per via oral, encara que no és segur que no existís un sistema d'escriptura. No obstant això, les lleis de Ròmul van ser escrites posteriorment durant el regnat de Numa, pel mateix Numa.
En temps de Numa, les lleis de Ròmul i del mateix Numa (el Commentarius Numae i tota la feina pontifícia que de les vegades se li atribueix a Numa, és a dir, el Libri pontificum), van ser escrites en l'escorça de llimoner usat com paper, d'acord amb el testimoni de les nostres fonts. Posteriorment van ser escrites en pell de bou; aquest ús és testificat en el regnat de Tarquini. Segons una altra tradició, les lleis van ser escrits en una taula de fusta que s'havia estès sobre ella guix (tabula dealbata); en aquest cas, el text era pintat en lloc de ser tallat.
Qualsevol que fos el cas, és segur que es van escriure en material perible. Aquesta podria ser la raó per la qual ens ha arribat molt poques d'aquestes lleis. Cal recordar que l'incendi provocat pels gals senons en l'any 390 o 387 aC va ser una altra de les raons de la seva desaparició. Per reparar aquesta pèrdua va ser necessari recórrer a la memòria dels Sacerdots que les coneixien de memòria, o la feina d'historiadors i juristes. És poc probable que aquestes noves elaboracions fossin el text exacte de les leges regiae, ja que algunes fonts sostenen que van ser simplement noves formulacions que contenien algunes expressions arcaiques encastades.

## Les fonts conegudes
Tenim diferents fonts conegudes de la Lex Regia.
Una font és l'Enchiridion, de Sixt Pomponi, fins i tot si és només un fragment preservat fins als nostres dies en la Digesta de Justinià. Aquesta font és segurament rica en interpolacions, per tant, no és completament fiable.
Una altra font és el papir Ius Papirianum. A continuació hi ha la cita rellevant:
| «                                             | (llatí) Et ita leges quasdam et ipse curiatas ad populum tulit: tulerunt et sequentes reges. Quae omnes conscriptae exstant in libro Sexti Papirii, qui fuit illis temporibus quibus superbus Demarati Corinthii filius ex principalibus viris. Is liber, ut diximus, appellatur Ius civile Papirianum. | (català) Per tant, ell (Ròmul) va proposar a la gent algunes leges curiatae. D'altres van ser proposades pels següents reis. Totes aquestes lleis es van grava juntes en el papir de Sixt, que va viure en l'època de Demaratus fill orgullós de Corint, entre els homes més il·lustres. Aquest llibre, com ja hem dit, es diu Ius Civile Papirianum. | » |
| — Sext Pomponi, Enchiridion part 2, línia 10. | | |   |

Aquest treball hauria contingut una llista de leges regiae, però no han arribat fins a nosaltres. Encara es discuteix la naturalesa i l'atribució d'aquest treball. Alguns investigadors pensen que podria ser una reelaboració de la Lex Papiria, i, per tant, no contenia la llista, o que l'autor no fos Gai Papiri, el primer pontífex màxim de la república romana, o podria ser una reelaboració del Commentarii Numae.
Livi fa una clara referència a l'existència de les leges regiae relacionant-les amb l'obra de reconstrucció de les lleis fetes pels jutges i el Senat en els turbulents temps de Marc Furi Camil. També afirma que alguns llibres no estaven disponibles en els arxius públics, però es van conservar en secret en els arxius dels pontífexs o fins i tot de persones privades.
El diccionari de Berger, a l'entrada Papirius (sense praenomen) afirma que: 
Moltes altres fonts contenen material pertinent.
Hi ha molt poques fonts epigràfiques contemporànies als reis de Roma.